# عبد العزيز الذيابي
عبد العزيز الذيابي لاعب كرة قدم سعودي ولد في الرياض (1992).

## بداياته
تدرج في درجتي الناشئين والشباب والأولمبي في نادي النصر.

## مع الفريق الأول
نال ثقة المدرب النصراوي كارينيو وشارك مع الفريق الأول في عدة مباريات وقدم مستوى ملفت .

## تنقلاته
استغنى عنه النصر و انتقل إلى الطائي و نادي النهضة و نادي الباطن ونادي الشعلة .